# Matzliah

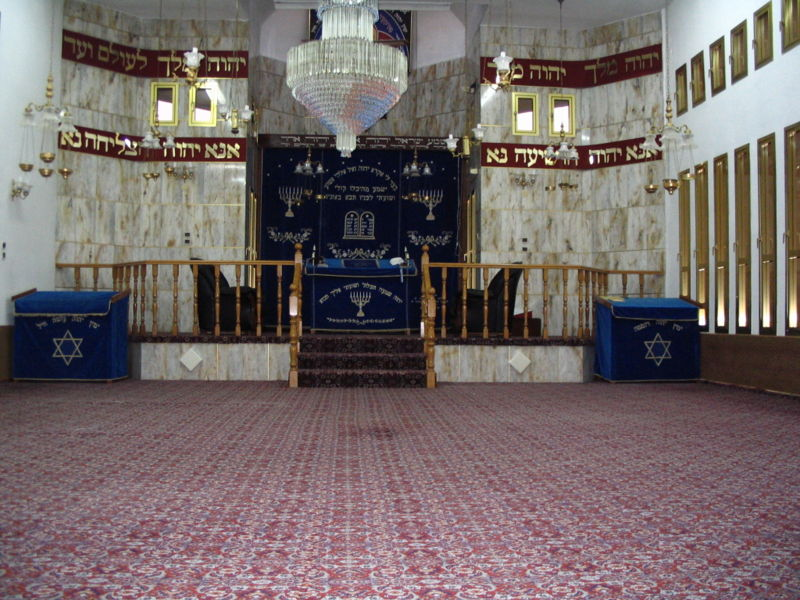
Intérieur de la kenessa (synagogue karaïte) Sahl ben Matzliah HaCohen. La prière s'y fait à même le sol.

Matzliah (héb. מצליח) est un moshav d'ouvriers dans la Shéphélah, situé à 2 kilomètres au sud de Ramla. Il appartient au Mouvement des moshavim, dans la circonscription régionale de Gezer. La superficie du moshav est d'environ 2000 mètres carrés, et sa population s'élevait en janvier 2004 à 1000 habitants, et à 1200 en 2007.
Le moshav fut fondé en 1950 par des karaïtes égyptiens, et porte le nom de Sahl ben Matzliah HaCohen, un Hakham karaïte qui vivait à Jérusalem au Xe siècle EC.
À la suite de tensions internes survenues quelques années après sa fondation, une moitié de la population le quitta. L'Agence juive y fit venir des olim du Maroc et d'Inde.
Le moshav possède 101 exploitations, dont 21 entreprises agricoles. Il a triplé sa superficie au milieu des années 1990. Les résidents gagnent actuellement leur vie grâce à l'agriculture, l'entretien du moshav, et quelques travaux à l'extérieur.